# Дейнкур, Эдмунд, барон Дейнкур
Сэр Эдмунд Дейнкур (англ. Sir Edmund Deincourt; умер в 1327) — английский рыцарь, 1-й барон Дейнкур с 1299 года. Участвовал в походах короля Эдуарда I, был посвящён в рыцари. 6 февраля 1299 года король вызвал его в парламент как лорда; это событие считается началом истории баронии Дейнкур. Сэр Эдмунд умер в 1327 году, не оставив сыновей, так что его титул вернулся короне. Однако в 1332 году племянник Эдмунда, Уильям Дейнкур, получил этот титул и стал первым бароном Дейнкуром второй креации.
Дочь сэра Эдмунда Маргарет (умерла в 1333) стала в 1301 году женой Роберта Уиллоуби, 1-го барона Уиллоуби де Эрзби.